# Policondrite ricorrente
Per policondrite ricorrente  in campo medico, si intende una rara forma di infiammazione e distruzione della cartilagine a carattere episodico.

## Epidemiologia
Colpisce prevalentemente entrambi i sessi intorno alla quarta e quinta decade di età, le parti più colpite sono la cartilagine delle orecchie, del naso e degli occhi.

## Sintomatologia
I sintomi e i segni clinici riguardano l'apparato respiratorio, la cartilagine interessata (naso, occhi, orecchie) e giunture.  Ritroviamo dolore in forma acuta, comparsa di eritema e tumefazione della parte interessata, artralgia, artropatia, artrite, sclerite, cheratite, disfonia, tosse, pericardite, miocardite, aneurisma aortico.

## Esami
La patologia viene diagnosticata quando vi sono almeno tre dei seguenti presupposti:
- Condrite bilaterale nell'esterno delle orecchie
- Poliartrite infiamamtoria
- Condrite nasale
- Infiammazione oculare
- Condrite del tratto respiratorio
- Disfunzione dell'udito

Inoltre si eseguono esami come la biopsia, esami del sangue (VES alterata), tomografia computerizzata.

## Eziologia
Le cause rimangono sconosciute, il sospetto ricade su una derivazione autoimmune.

## Terapia
Il trattamento è farmacologico, si somministrano corticosteroidi (la scelta principale) in alternativa: ciclosporina, azatioprina e infliximab ma tali terapie non influenzano l'aspettativa di vita.

## Prognosi
La malattia è debilitante per l'organismo, la sopravvivenza è influenzata dai sintomi cardiovascolari che si riscontrano, una delle maggiori cause di morte della patologia, è del 74% a 5 anni mentre scende a 10 anni, al 55%.